# Пелет
Пелет (Фелет) (бл. 929 до н. е. — бл. 879 до н. е.) — цар міста-держави Тір бл. 880—879 роках до н. е.

## Життєпис
Основні відомості про нього містяться в праці Йосифа Флавія «Проти Апіона». В свою чергу останній запозичив знання у Менандра Ефеського, що спирався на тірський архів.
За однією версією був сином годувальниці майбутнього царя Абдастарта. Через декілька років, коли той зійшов на трон, разом зі своїми братами влаштував змову, внаслідок чого Абдастарт загинув, а старший брат  — Метусастарт — захопив трон.
За іншою версією був родичем Абдастарта і належав до царського роду, який повернувся до влади зі сходженням на трон Астарта, сина Деластарта. Братом Астарта й був Пелет.
Близько 880 року до н. е. повалив брата Астаріма, захопивши владу. Втім напевне не мав значного авторитету, або династії Абібаала себе вже дискредетувала. Панував лише 8 місяців. був повалений жерцем Ітобаалом, що заснував власну царську династію.